# Hrabia (Pan Tadeusz)

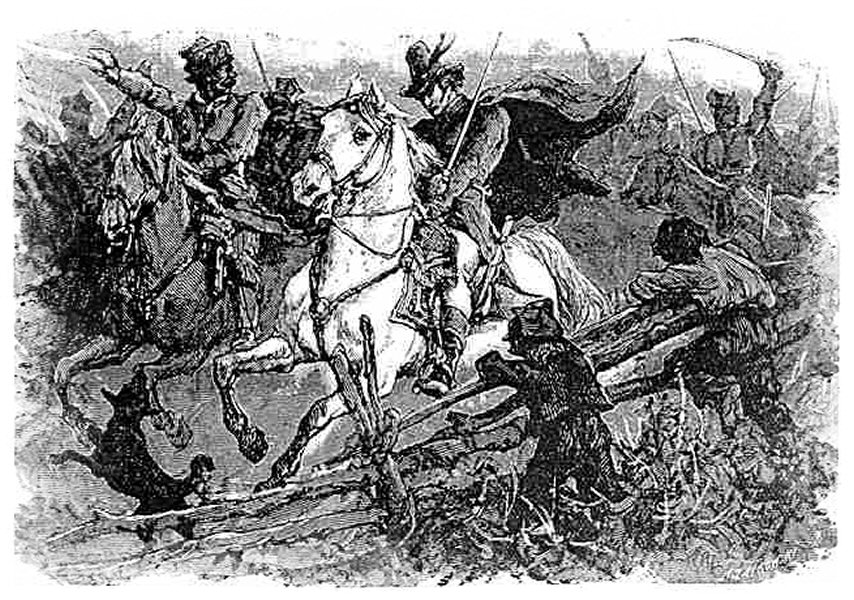
Hrabia wjeżdża do Dobrzyna, za nim znajdują się dżokeje

Hrabia Horeszko – postać z poematu Adama Mickiewicza Pan Tadeusz. Hrabia był dalekim krewnym Stolnika Horeszki; na początku chciał ustąpić zamek Soplicom, jednak między innymi dzięki opowieści Gerwazego zmienił zdanie. Był bogaty i dobry nawet dla chłopów i żydów. Był romantykiem i kosmopolitą; uwielbiał sztukę, zwłaszcza malarstwo. Powszechnie uważano go za dziwaka. Hrabia został uratowany przez Jacka Soplicę. W młodości odwiedził Sycylię i Palermo. Brał udział w zajeździe na Soplicowo. Pod koniec utworu wstąpił do wojska i własnym kosztem wystawił cały pułk jazdy; wkrótce po tym został awansowany na stopień pułkownika.  
W adaptacji filmowej Pana Tadeusza z 1999 r. w reżyserii Andrzeja Wajdy w postać Hrabiego wcielił się Marek Kondrat.